# 多伦多 (艾奥瓦州)
多倫多（英語：Toronto）是一個位於美國愛荷華州克林頓縣的城市。

## 地理
多倫多的座標為40°54′12″N 91°51′47″W / 40.90333°N 91.86306°W，而該地的平均海拔高度為220米（即722英尺）。

## 人口
根據2010年美國人口普查的數據，多倫多的面積為0.49平方千米，當中陸地面積為0.49平方千米，而水域面積為0.00平方千米。當地共有人口124人，而人口密度為每平方千米253人。